# Гранулоцитарний анаплазмоз
Гранулоцитарний анаплазмоз (також раніше гранулоцитарний ерліхіоз, англ. granulocytic ehrlichiosis / anaplasmosis) — інфекційна хвороба з ураженням крові, переносниками якої є кліщі. Термін використовується при описі хвороби тварин, у людей виділяють різновид гранулоцитарний анаплазмоз людини. Серед тварин найчастіше уражаються жуйні, собаки та коні.
Анаплазмоз також називають «жовтим мішком», оскільки у зараженої тварини може розвинутися жовтяниця. Інші ознаки хвороби включають схуднення, діарею, блідість шкіри, агресивну поведінку та гарячку.

## Етіологія
Збудник — анаплазма, рід родини Ehrlichiaceae ряду Рикетсії: кровепаразити жуйних тварин. Форма тіла округла, діаметр до 1 мкм. Розмножуються діленням. Поширені анаплазми по всій земній кулі. У червоних кров'яних клітинах великої рогатої худоби паразитує  A. marginale, у овець і кіз — A. ovis та A. phagocytophilum.

## Епідеміологічні особливості
Механічна та біологічна передача працюють по-різному, але обидва призводять до інфікування еритроцитів. Механічна передача відбувається двома способами: перший, коли еритроцити заражаються збудником внаслідок контактного механізму передачі інфекції через штучне пошкодження шкіри — при застосуванні хірургічного обладнання, включаючи голки, знімальні роги, вушні бірки, кастраційні ножі та інструменти для татуювання. Біологічна передача включає інший механізм передачі інфекції — трансмісивний, коли зараження відбувається через укус комах, які переносять паразитів Anaplasma. Переносниками є іксодові кліщі, ґедзі та інші. Існує багато різних видів кліщів, які можуть переносити анаплазм.

## Лікування
Тетрациклінові препарати є найпоширенішим засобом лікування анаплазмозу і можуть забезпечити тварині видужання на певний період часу.

## Профілактика
Хоча нині не існує живих або інактивованих вакцин, ефективних для всіх штамів A. marginale, є інші засоби профілактики. Боротьба з кліщами та мухами для стад жуйних тварин може бути ефективною, але вона є трудомісткою. Проводять також  тестування всіх жуйних тварин у стаді та виведення з нього будь-яких особин, які дали позитивний результат на анаплазмоз, що створює стадо, вільне від анаплазмозу, як це відбувається при бруцельозі.